# Poul Ruders
Poul Ruders (ur. 27 marca 1949 w Ringsted) – duński kompozytor, uznawany za czołowego duńskiego twórcę muzyki współczesnej .

## Życiorys
Jako dziecko był członkiem Kopenhaskiego Chóru Chłopięcego. Studiował fortepian i organy w akademii muzycznej w Odense. Naukę gry organowej kontynuował w Królewskim Duńskim Konserwatorium Muzycznym w Kopenhadze, gdzie uzyskał dyplom w 1975.
Początkowo pracował jako organista kościelny i niezależny klawiszowiec. Jako kompozytor uważa się za samouka, mimo że brał lekcje kompozycji u Iba Nørholma i orkiestracji u Karla Rasmussena. W 1991 dał kilka gościnnych wykładów na Uniwersytecie Yale, ale poza tym nie zajmował się działalnością pedagogiczną, poświęcając się wyłącznie własnej twórczości kompozytorskiej.
W 1990 otrzymał nagrodę Royal Philharmonic Society za I symfonię Himmelhoch jauchzend – zum Tode betrübt (1989). W tym samym roku symfonia ta została wykonana podczas londyńskich koncertów promenadowych The Proms. Był to punkt zwrotny w jego karierze. Przeniósł się wówczas do Londynu, gdzie mieszkał do 1994. W sumie aż pięć jego utworów było wykonywanych podczas tych koncertów w różnych latach. Ostatnim był – grany na The Proms 2001 – jednoczęściowy koncert na perkusję Studium (1999), napisany na zamówienie BBC i Danmarks Radio.
Międzynarodowy rozgłos przyniosła mu kompozycja Concerto in Pieces (Purcell Variations) (1994–1995), będąca współczesną odpowiedzią na The Young Person's Guide to the Orchestra Benjamina Brittena. Utwór ten skomponowany na zamówienie BBC Symphony Orchestra miał swoją premierę w 1996, w londyńskim Albert Hall, podczas koncertu Last Night of the Proms.
W 2010 otrzymał tytuł Kawalera I Klasy Orderu Danebroga.

## Twórczość
Pierwsze próby kompozycyjne podjął w wieku 16 lat, pod wpływem Trenu Krzysztofa Pendereckiego . Efektem był jego pierwszy opublikowany utwór fortepianowy Three Letters from the Unknown Soldier (1967) . Wpływ Pendereckiego był widoczny nie w szczegółach techniki, ale w zamiłowaniu do wielkich form instrumentalnych, w sposobie kształtowania napięć, w jaskrawej orkiestracji oraz w tendencji do potęgowania dramatycznej gotyckiej ekspresji (Saw Saw Saint John, wg fragmentu z Apokalipsy św. Jana, Drama Trylogy, 1984) .
W twórczości Rudersa charakterystyczna jest wielokierunkowość i łączenie stylistycznych kontrastów, a także jego własna odmiana minimalizmu, połączona często z agresywną repetywnością . Opracował elastyczny język muzyczny, oparty na własnych swobodnych systemach atonalnych, dopuszczających również tonalne odniesienia .
Przeważająca część jego twórczości to utwory na orkiestrę symfoniczną lub kameralną. Skomponował też opery, utwory kameralne na różne kombinacje instrumentów, a także utwory na fortepian, gitarę (solo i z zespołem) oraz na perkusję solo. W kilku swoich partyturach wprowadził elektroniczne keyboardy i samplery .